# Stjepan Horvat (geodet)
Stjepan Horvat, poznat i kao Esteban Horvat (Srijemski Karlovci, 29. studenoga 1895. – Buenos Aires, Argentina, 12. ožujka 1985.), bio je hrvatski geodet, pjesnik i skladatelj.

## Životopis
Klasičnu gimnaziju polazio je u Srijemskim Karlovcima. Maturirao je 1915. godine u Vinkovcima. Iste godine upisao se na Geodetski tečaj u Zagrebu, gdje je 1918. godine položio geodetski državni ispit i 1919. godine pri Zemaljskoj vladi strogi praktični ispit za civilnu praksu. Studij geodezije završio je u Zagrebu u kojem je kasnije predavao svoju struku na Tehničkom fakultetu. Od 1944. do 1945. godine bio je rektorom zagrebačkog Sveučilišta. 
U svibnju 1945. godine emigrirao je ponijevši sa sobom samo naprtnjaču s najnužnijim stvarima i zlatni rektorski lanac iz 1877. godine, dar cara i kralja Franje Josipa I. U tajnosti ga je predao na čuvanje Hrvatskomu zavodu svetog Jeronima u Rimu koji je lanac vratio Sveučilištu 1991. godine.
Godine 1944. u vlastitoj je nakladi objavio knjigu Pisma hrvatskim intelektualcima (118 str.), u kojoj se zalaže za opstanak Nezavisne Države Hrvatske i pokazuje razumijevanje za ustaški pokret kao pokret koji u tom razdoblju nema hrvatske alternative. Autor je Memoranduma rektora Hrvatskog sveučilišta iz 1945. godine kojim je pokušao u sveučilišnom svijetu ishoditi moralnu pomoć svojemu narodu i uvjeriti međunarodnu javnost u opravdanost opstanka hrvatske države. Pisao je pjesme i uglavnom duhovne skladbe, među njima i "Misu blažene Djevice Marije" koju je posvetio zagrebačkom nadbiskupu Alojziju Stepincu.

### Obrazovanje i rad u domovini
Rođen je 29. studenoga 1895. godine u Srijemskim Karlovcima, gdje je nakon osnovne škole završio Klasičnu gimnaziju, a maturirao je 1915. godine u Vinkovcima. Iste godine je upisao geodetski tečaj u Zagrebu, gdje je 1918. godine položio geodetski državni ispit. Na Geodetskom i kulturno-inženjerskom odjelu Teničkog fakulteta u Zagrebu položio je završni inženjerski ispit 1936. godine. U međuvremenu radio je u Nadzorništvu katastarske izmjere u Zagrebu 1919. godine, od 1920. do 1922. godine u Vojno-geografskom institutu u Beogradu, a 1923. godine otvorio je geodetsku poslovnicu u Zemunu. 1926. godine prešao je na zagrebački Tehnički fakultet kao ugovorni pristav (asistent), 1930. godine postao je ugovorni nastavnik, a 1937. godine izvanredni profesor i predstojnik Geodetskoga zavoda. 1941. godine dobiva naslov redovitog profesora. 
Bio je urednik „Geodetskoga lista“ i  „Hrvatske državne izmjere“, te drugih geodetskih izdanja. Od 1940. do 1944. godine bio je član „Zemaljskoga komasacijskog povjerenstva“, a od 1941. do 1944. godine organizator državne izmjere u Glavnom ravnateljstvu za javne radove NDH-a. Dekan Tehničkog fakuteta postao je 1943. godine, a rektor Hrvatskoga sveučilišta 1944. godine. U svibnju 1945. godine otišao je u emigraciju, ponijevši sa sobom rektorski lanac, koji se čuvao u Hrvatskom zavodu sv. Jeronima sve do 1991. godine, kada je vraćen u Hrvatsku. 

### Život u emigraciji
Prve poratne godine proživio je u više logora u Austriji i Italiji, najdalje u logoru Fermo, gdje se isticao u organiziranju kulturnog života. Tako je osnovao Hrvatski pjevački zbor „Jadran“, kojemu je bio predsjednik i aktivni član. 1946. godine u Rimu je ravnao tim zborom na koncertu Hrvatske narodne glazbe, snimivši gramofonsku ploču. Suosnivač je ogranka Matice Hrvatske u logoru 1945. godine.  
Došavši u Argentinu 1948. godine, Stjepan, sada Esteban Horvat, radio je kao geodetski savjetnik u Argentinskom vojno-geografskom institutu (IGMA), gdje mu je 2004. godine postavljena spomen-ploča, postigavši najviši stupanj civilne službe u argentinskoj vojsci. Umro je 12. ožujka 1985. godine u Buenos Airesu, a 1994. godine rehabilitiralo ga je Zagrebačko sveučilište postavivši njegov portret u Rektoratu.

## Geodetski rad
U Hrvatskoj se bavio primjenom matematike u geodeziji, kartografiji, geodetskom astronomijom i fizikom, a u Argentini matematičkom obradom geodetskih mjerenja, gravimetrijom, fizikalnom geodezijom, i geodetskom kartografijom te razvojem metoda za automatsko računanje. Napisao je više od sto znanstvenih i stručnih radova u hrvatskim, njemačkim, argentinskim i drugim stranim stručnim časopisima i revijama. Još u Zagrebu napisao je brojne skripte i priručnike za studente. Svoje radove predstavljao je i na konferencijama Međunarodnog geografskog i geofizičkog saveza 1954. godine u Rimu i 1973. godine u Oxfordu. Za vrijeme rata pisao je stručne i politčke članke u ondašnjem dnevnom i drugom tisku.

## Pjesništvo i glazba
Uza svoju struku, bavio se i glazbom i pjesništvom. Pisao je i skladao višeglasne pjesme za mješoviti zbor i kantate te skladao mise „Oda ljubavi“, „Molitva na svršetku dana“, „Oče naš“, „Oda životu“, „Četiri vijenca narodnih pjesama“ (Srijem, Boka kotorska, Dalmacija, Hrvatsko zagorje), „Ave Maria“, „Domine non sum diginus“, „Bože Ti vidiš muku moju“, „Gospodine, bio sam samo grešnik“, „Te Deum ladeamus“, „Hvalospjev u slavu Isusova rođenja“ i „Oda smrti“ za šesteroglasni zbor, skladana na vlastite riječi, a posvećena svibanjskim žrtvama 1945. godine. U čast zagrebačkom nadbiskupu Alojziju Stepincu skladao je misu „Missa beatae Mariae Virginis“.
Autor je više zapisa i promišljanja, pa tako i „Pisma hrvatskim intelektualcima“ (1944.) u kojemu se zauzima za opstanak hrvatske države i „Memoranduma Rektora Hrvatskog sveučilišta“ (1945.), kojim je zatražio moralnu pomoć hrvatskome narodu i želio uvjeriti međunarodnu javnost u opravdanost opstanka hrvatske države. 
Za boravka u izbjegličkom logoru Fermo napisao je „Razmatranja o suvremenoj hrvatskoj problematici iz perspektive logora“ te memoarsko-meditativni tekst „Mi izbjeglice“, u kojem je, između ostalog, zapisao ovu misao: 

O njegovom radu Miljenko Lapaine je rekao: 

## Djela
- Geodetske tablice, Udruženje studenata Tehničkog fakulteta, Zagreb, 1930., 48. str.
- Praktična geodezija. Državna izmjera, I. dio, Udruženje slušača Tehničkog fakulteta, Zagreb, 1931., 209 str.
- Osnivanje i izmjera gradova, Udruženje slušača Tehničkog fakulteta, Zagreb, 1932., 108 str.
- Praktična geodezija. Državna izmjera, II. dio, Udruženje slušača Tehničkog fakulteta, Zagreb, 1932., 165 str.
- Geodetski instrumenti i mašine za računanje na geodetskoj izložbi 1935., Zagreb, 1935., 161 str.
- Geodetsko računanje I, Teoretski dio (Osnovne teorije pogrešaka i metode najmanjih kvadrata), Udruženje slušača Tehničkog fakulteta, Zagreb, 1937., 130 str.
- Katastarska uprava Sisak, Sreski sud Sisak, Katastarska općina Bok, katastarska karta, 1:2880, Sisak, 1939.
- Pisma hrvatskim intelektualcima, Vlastita naklada, Zagreb, 1944.
- Memorandum rektora Hrvatskog sveučilišta, Zagreb, 1945.[2]
- Resolución de problemas de cálculos geodésico-topográficos con la calculadora electrónica IME-NCR (Rješavanje problema geodetsko-topografskog računa pomoću elektroničkog kalkulatora IME-NCR). Instituto Geográfico Militar Argentino, Bunos Aires, 1968., 90 str.

## Vanjske poveznice
- Horvat, Stjepan (Esteban) Hrvatska tehnička enciklopedija, portal hrvatske tehničke baštine. LZMK

- Marija Ostović, Tko je bio ing. Stjepan Esteban Horvat?, Ekscentar, br. 9, 2007., str. 68. – 74. (Hrčak)